# Llanos del Caudillo
Llanos del Caudillo è un comune spagnolo di 739 abitanti situato nella comunità autonoma di Castiglia-La Mancia.

Il comune fu creato nel 2000 come distaccamento da Manzanares.

## Origini del nome
La prima parte del nome significa "pianure", mentre la seconda si riferisce al caudillo Francisco Franco. Il comune è uno dei pochissimi in Spagna che mantiene un riferimento al regime franchista nel proprio nome.

## Storia
Llanos del Caudillo fu fondato dall'Instituto Nacional de Colonización come borgo di colonizzazione agricola.